# Xysticus jinlin
Xysticus jinlin là một loài nhện trong họ Thomisidae.
Loài này thuộc chi Xysticus. Xysticus jinlin được miêu tả năm 1995 bởi Da-xiang Song & Zhu.